# Lespezi (okręg Jassy)
Lespezi – wieś w Rumunii, w okręgu Jassy, w gminie Lespezi. W 2011 roku liczyła 762 mieszkańców.